# Uropoda potchefstroomensis
Uropoda potchefstroomensis es una especie de arácnido del orden Mesostigmata de la familia Uropodidae.

## Distribución geográfica
Se encuentra en el norte de Sudáfrica.